# CRH5
A CRH5 egy Kínában közlekedő nyolcrészes nagysebességű villamosmotorvonat-sorozat. A CRH5 alapjául a francia Alstom által gyártott, Finnországban szolgáló Pendolinók és az Olaszország számára kifejlesztett ETR 600 New Pendolino típusok szolgáltak. A vonatok sebességét 200 km/h-ról a Kínában elvárt 250 km/h-ra kellett növelni, és a típust technológiai transzfer keretein belül kellett szállítani.
Az első 60 példányra 2004-ben adta le a rendelést a Kínai Vasúti Minisztérium, 2009-ben további 30, majd 2010-ben 20 darab került még leszállításra.
Az első három vonat az Alstom olasz gyárában készült, a további példányok fokozatosan a kínai CNR Changchun Railway Vehicle üzeméből kerültek ki.
Az első vonatok a Peking-Harbin szakaszra kerültek, majd a Peking–Kanton és Sicsiacsuang–Tajjüan vonalakat is meghódították.

## Képgaléria

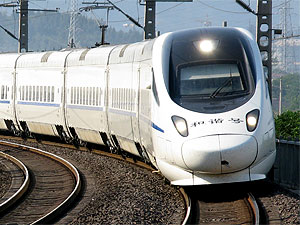
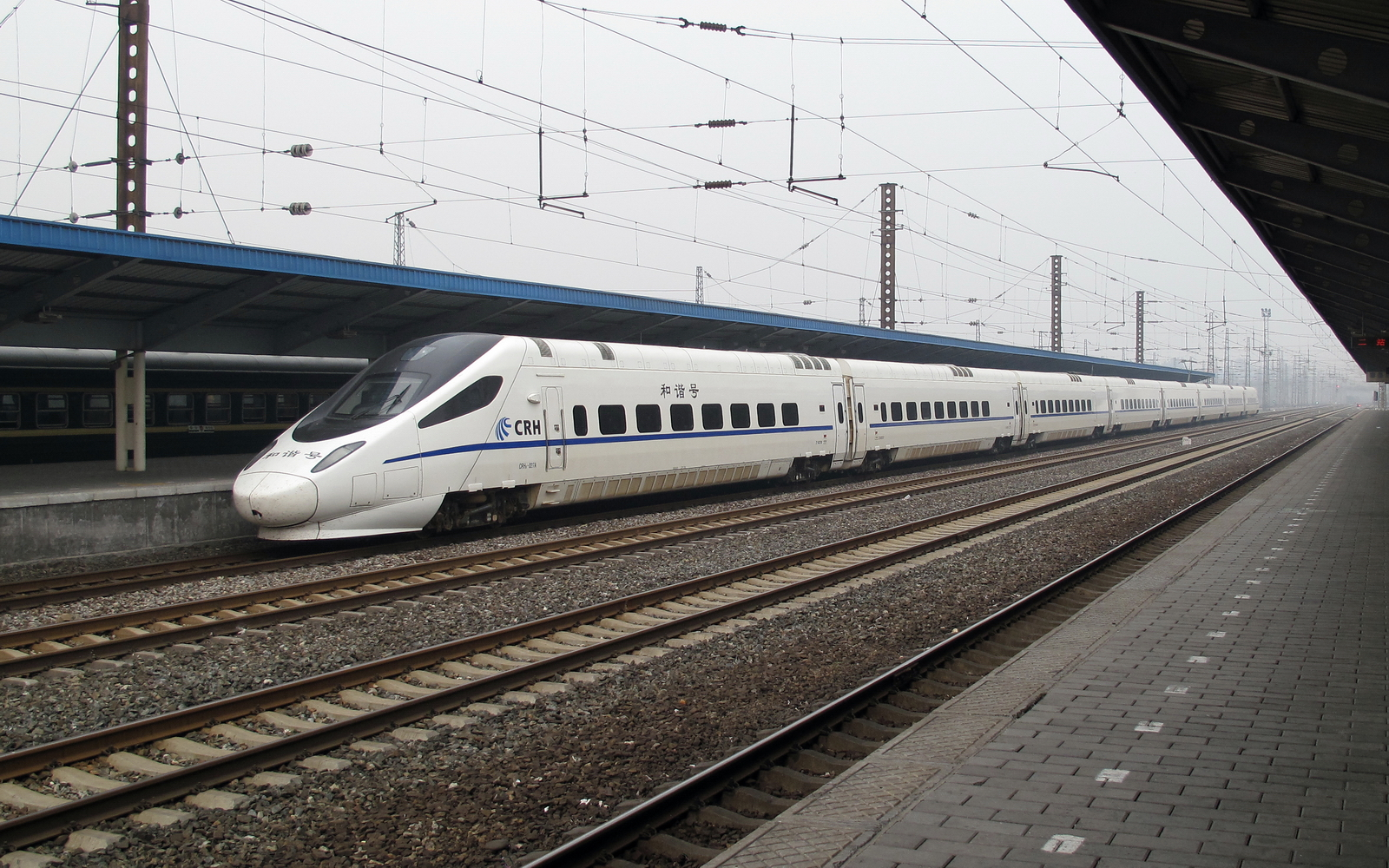
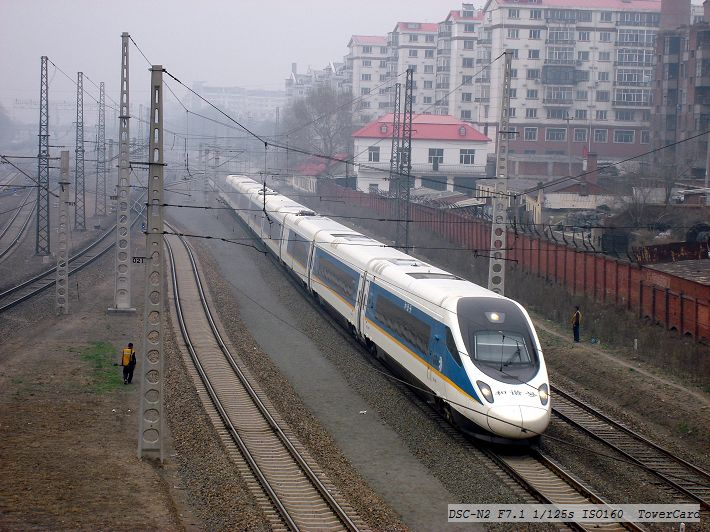
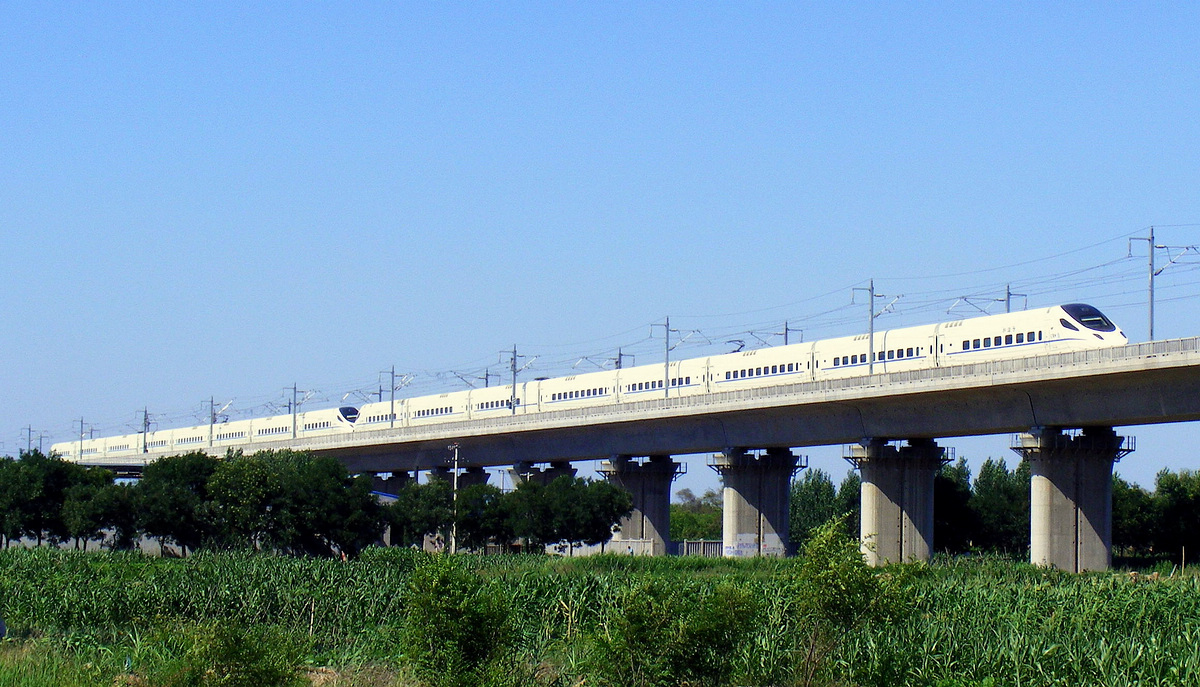
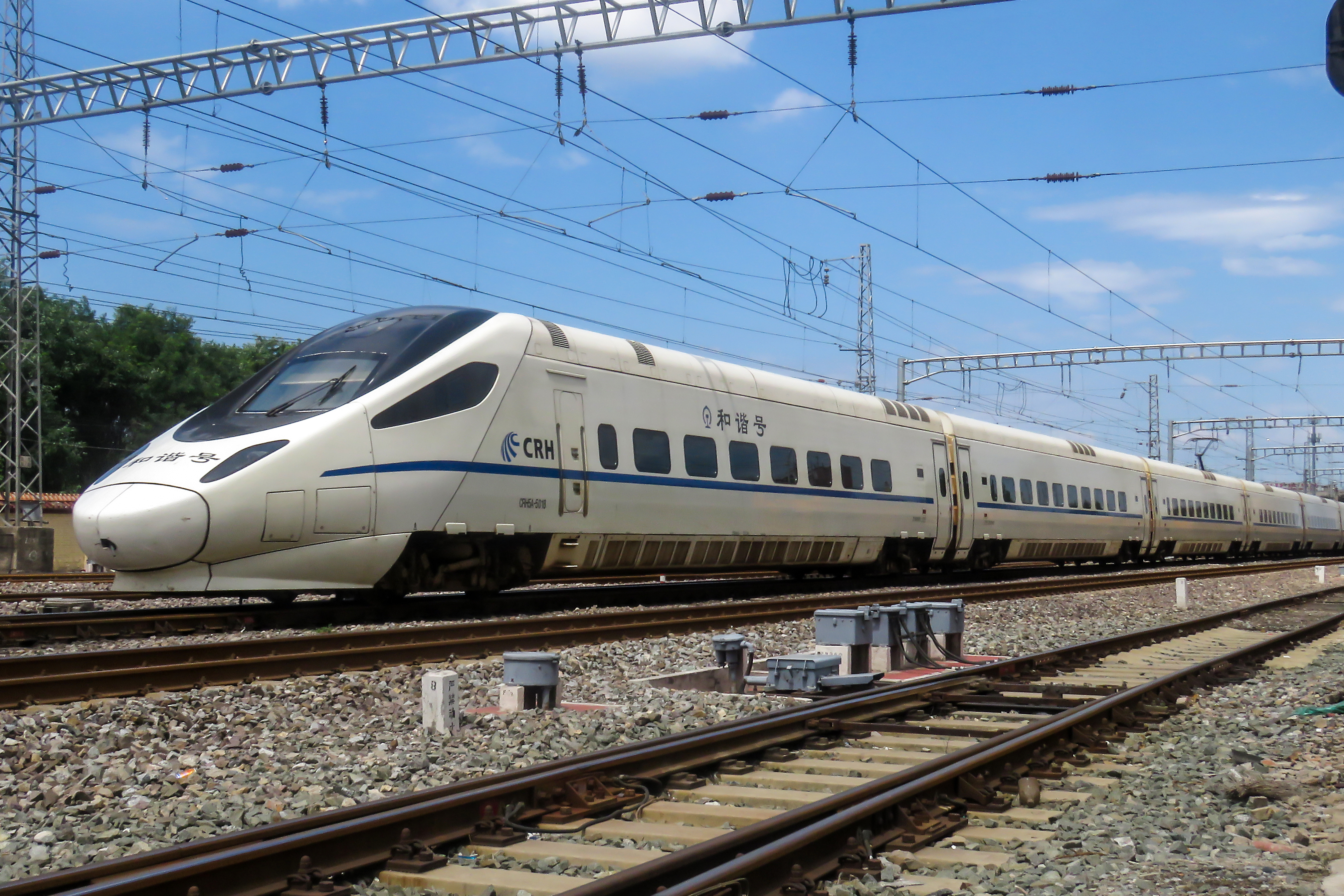
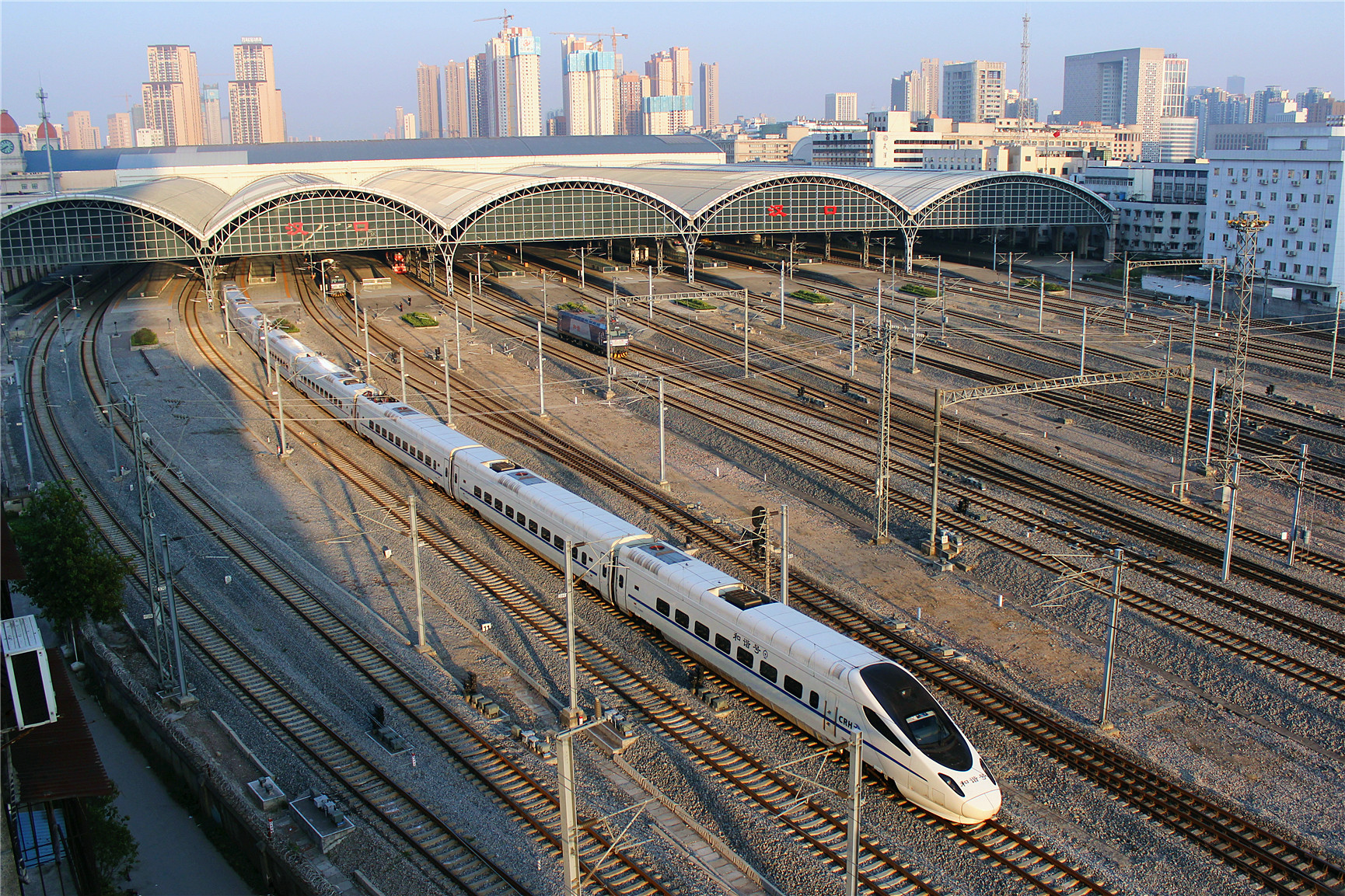
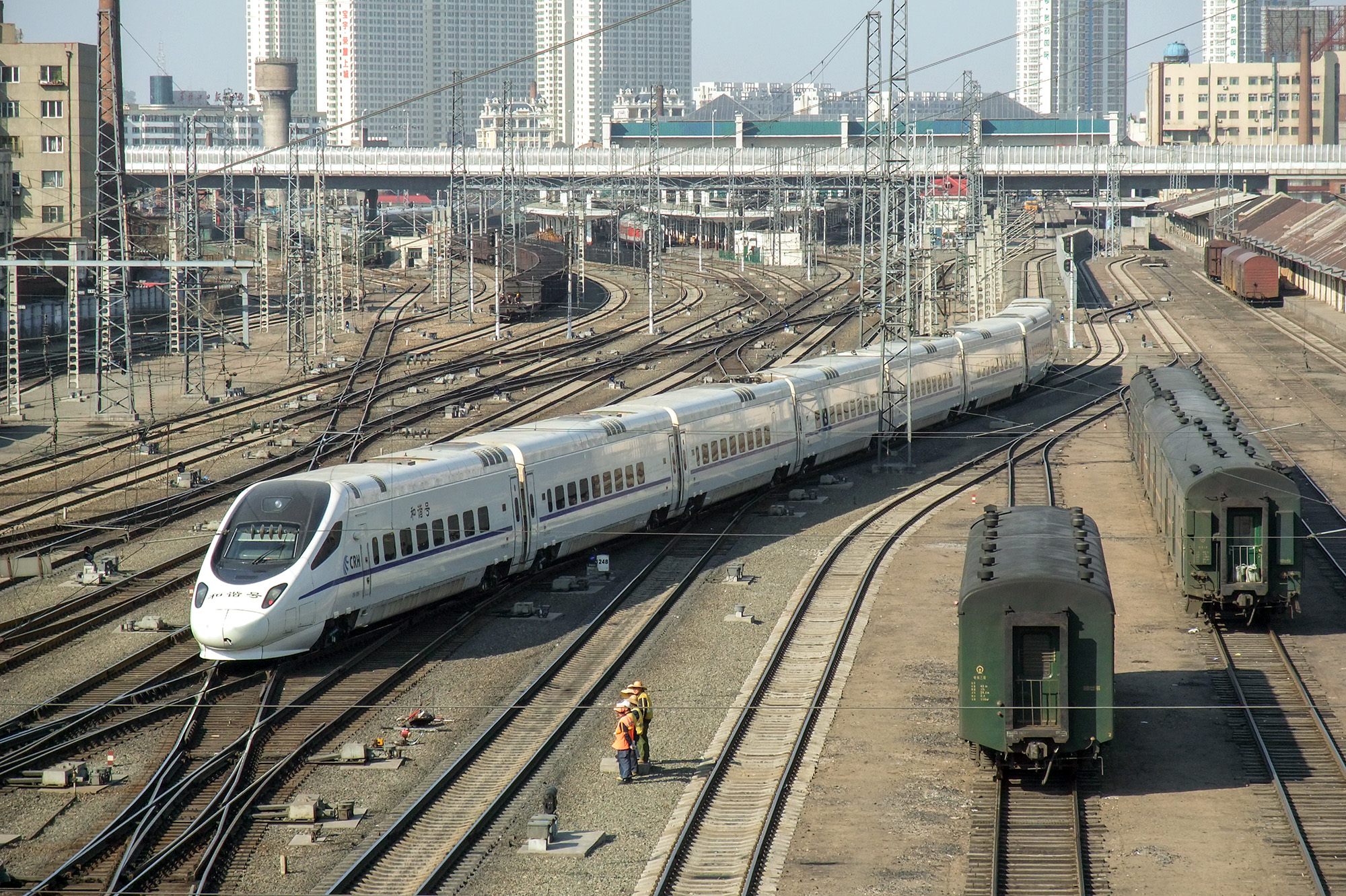